# Rive
En rive (fra oldengelsk: raca, oldnordisk: hrífa el. tysk: Rechen, med grundbetydningen "at skrabe sammen" eller "samle i bunke") er en kost til udendørs brug. Det er et haveredskab der består af et skaft påsat en tværgående stang, hvorpå en række tænder er monteret. En rive bruges til at samle blade, hø, græs og lignende, eller til at løsne jord eller fjerne ukrudt og tilsvarende.
I gamle dage blev river fremstillet af en rivemand.